# Dani otvorenih butelja
Dani otvorenih butelja, hrvatska vinarska manifestacija. Cjelogodišnji je projekt. Mjesto je predstavljanja hrvatskih vinara i vina. Organizatori i idejni začetnici Dana otvorenih butelja su udruga Cestagram iza koje stoje Pajo i Hadži (Kraljevi ulice) i Vina Mosaica koju vodi enolog Saša Zec, a medijska potpora dolazi sa strane časopisa Svijet u čaši. Pokrenuli su ga lipnja lipnju 2017. godine na prostoru Ljetnog kina Gradec. Počelo je tako što su se četvrtkom sve do rujna održavale promocije vinara i udruga, popraćene koncertima. Nastavilo se na Strossmayerovom šetalištu u sklopu manifestacije Ljeto na Štrossu i Advent na Štrosu. Pokretači ciljaju vinski istražiti Hrvatsku, predstaviti Zagrepčanima i njihovim gostima poznatu i manje poznatu vinsku Hrvatsku, a sve to na neposredniji i opušteniji način, na jednom od najljepših dijelova Zagreba – Gornjem gradu, uz lijepu glazbu i ugodno ozračje.

## Vanjske poveznice
- Dani otvorenih butelja  Arhivirana inačica izvorne stranice od 2. kolovoza 2019. (Wayback Machine)
- Facebook
- TZ Grada Jastrebarskog Dani otvorenih butelja
- Cro Destinations  Arhivirana inačica izvorne stranice od 16. veljače 2021. (Wayback Machine)